# Metaxa

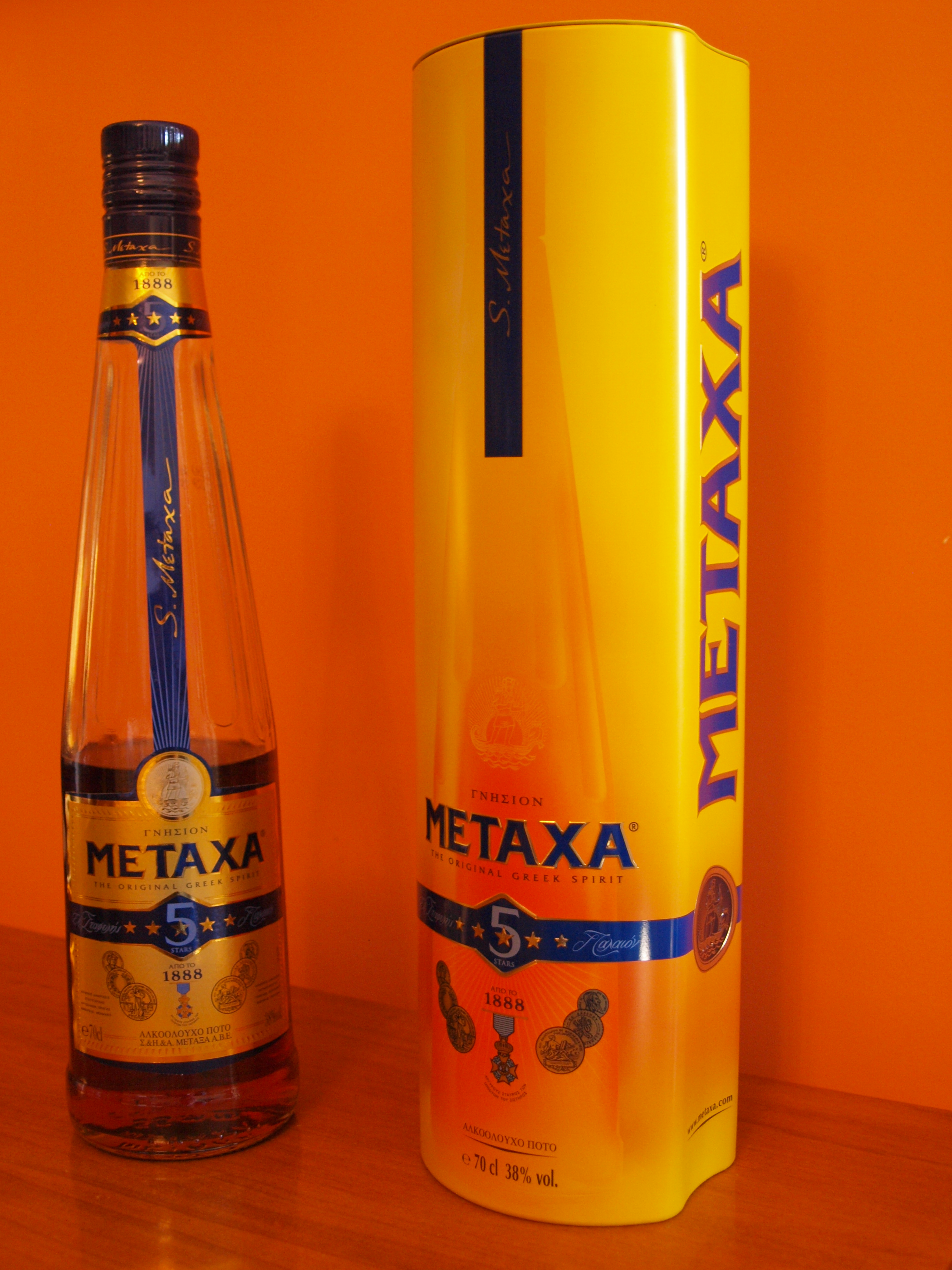
Metaxa

Metaxa (grekiska: Μεταξά) är en grekisk spritdryck. Den är en blandning av brandy och vin, som sedan lagras på fat och smaksätts med örter. Druvorna som används är av sorten Muscat, russin (sultana , Savatiano, och svarta korintiska russin).

## Historia

### Metaxas
Spyros Metaxa, född 1848 grundade Metaxa 1885, tillsammans med sin bror Ilias A. Metaxas, när de köpte maskineriet till ett gammalt destilleri i Pireus och etablerade Metaxas brännvinsdestilleri på Aristidou-gatan 7, några meter från Karaiskakis-torget.  Bröderna Metaxas fabrik startade tillverkningen av konjak och andra drycker 1888, medan företagets emblem, "Salaminomachos", är inspirerat av ett gammalt mynt. 1909 dog Spyros Metaxa och företaget leds därefter av hans änka Despina. Under 1930-talet tog sönerna Angelos, George, och Andreas över. Angelos son Elias Metaxa tog sedan gradvis över ledarskapet under andra halvan av 1900-talet. 
Metaxas-sjukhuset i Pireus byggdes med hjälp av en donation från Angelos Metaxas 1963.

### Remy Cointreau
Sedan 1989 tillhör varumärket inte längre Metaxas-familjen, och sedan 2000 är det en del av Remy Cointreau-företaget.
Metaxa har idag ett flertal olika alkoholprodukter. Antalet stjärnor på etiketten korresponderar till antal år som produkten lagrats. 